# Pardosa agricola borussica
Pardosa agricola là một phân loài nhện trong họ Lycosidae.
Loài này thuộc chi Pardosa. Pardosa agricola borussica được Maria Dahl miêu tả năm 1908.

## Hình ảnh

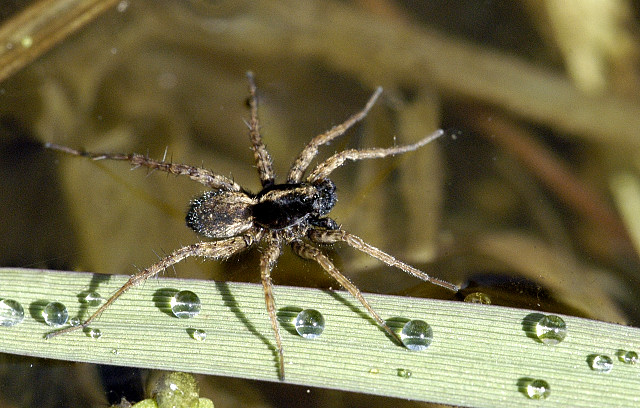
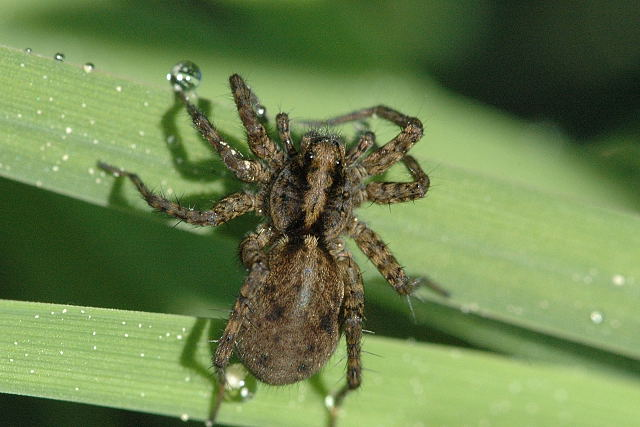
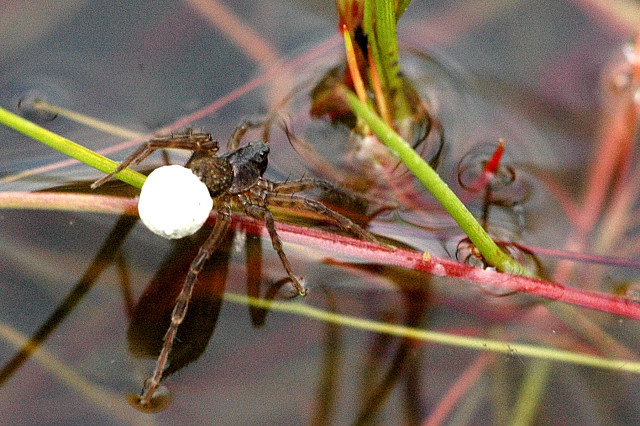
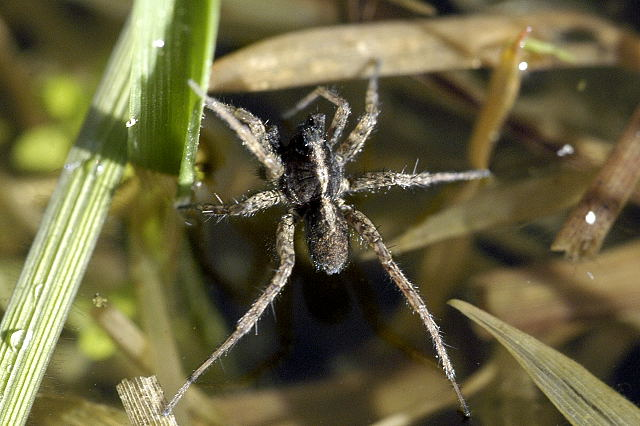